# Ampullarioidea
Ampullarioidea is een superfamilie van weekdieren uit de klasse van de Gastropoda (slakken).

## Families
- Ampullariidae Gray, 1824
- Naricopsinidae Gründel, 2001 †